# Mniodendron comosum
Mniodendron comosum là một loài Rêu trong họ Hypnodendraceae. Loài này được (Labill.) Lindb. mô tả khoa học đầu tiên năm 1880.